# Тибо Вион
Тибо Вион (на френски: Thibaut Vion) е френски футболист, десен бек на ЦСКА София.

## Юношески години
Юноша е на френския Мец, преди на 17-годишна възраст да бъде привлечен в школата на Порто. През следващия сезон играе за втория отбор на Порто. Изиграва общо 43 мача и отбелязва 3 гола.

## Професионална кариера

### Кариера във Франция
В началото на 2014 г. се завръща в тима на Мец. В края на сезона отборът му печели промоция за елита. Дебютира в Лига 1 на 18 октомври 2014 г. срещу Рен. През следващия сезон Мец изпада и Вион е отдаден под наем в Белгия.
На 30 август 2017 г. е привлечен в отбора на Ниор.

### ЦСКА
На 18 август 2020 г. подписва с ЦСКА. Дебютира на 4 октомври 2020 г. при равенството 2:2 с Етър. Завоюва Купата на България за сезон 2020/21.

## Национален отбор
Играе за националния отбор на Франция до 19 години на Европейското първенство през 2012 г. С тима на Франция до 20 години участва на Световното първенство в Турция през 2013 г. и става световен шампион.

## Успехи
ЦСКА София
- Купа на България (1): 2020/21